# Eve Brent
Eve Brent, auch Jean Lewis (geboren als Jean Ann Ewers; * 11. September 1929 in Houston, Texas; † 27. August 2011 in Sun Valley, Kalifornien), war eine US-amerikanische Schauspielerin.

## Leben
Brent wurde als Jean Ann Ewers im US-Bundesstaat Texas geboren. Ihre Mutter gehörte zu den Gründungsmitgliedern des Houston Little Theater in Houston. Brent wuchs in Fort Worth auf. Bereits im Alter von 10 Jahren hatte sie Auftritte in örtlichen Radiosendungen; später hatte sie auch eigene Radioshows bei örtlichen Radiosendern. 1955 wurde sie zur „Miss Texas“ gewählt.
Ihr Filmdebüt gab sie 1955, unter dem Namen Jean Lewis in dem Kriminalfilm Female Jungle; unter diesem Namen trat sie bis Ende der 1950er Jahre in einigen Film- und Fernsehrollen auch weiterhin auf. Auf Drängen des Regisseurs Samuel Fuller änderte sie ihren Künstlernamen in Eve Brent. Unter diesem Namen spielte sie 1957 auch an der Seite von Gene Barry die Rolle der Louvenia Spanger in Fullers Western Vierzig Gewehre. Sie verkörperte die Tochter eines Büchsenmachers, in die sich der Cowboy Wes Bonnell verliebt.
1958 erhielt sie die Rolle der Jane Parker für eine von Sol Lesser geplante weitere Verfilmung des Tarzan-Stoffes. Brent wurde für diese Rolle angeblich aus über 3.000 Bewerberinnen ausgewählt; sie gehörte zu den 19 Darstellerinnen, mit denen Probeaufnahmen gemacht wurden, und setzte sich schließlich gegen ihre Mitbewerberin Jil Jarmyn durch. Brent spielte die Rolle der Jane anschließend an der Seite von Gordon Scott in dem Kinofilm Tarzans Kampf ums Leben (1958) und in dem TV-Spielfilm Tarzan und die Jäger (1958), dem Pilotfilm zu einer geplanten Tarzan-Fernsehserie.
Brent war im weiteren Verlauf ihrer Karriere immer wieder in Kinofilmen zu sehen; sie wurde nunmehr jedoch fast ausschließlich als Nebendarstellerin besetzt, so als Prostituierte in Coogan’s großer Bluff (1968), als Passagierin Mrs. Corman in Airport (1970), als Elaine Connelly (Paul Edgecombes beste Freundin im Altenwohnheim Georgia Pines) in der Literaturverfilmung The Green Mile (1999) und als Greisin (Old Woman) in dem Liebesfilm Der seltsame Fall des Benjamin Button (2008).
In dem Slasher-Film Fade to Black – Die schönen Morde des Eric Binford (1980) verkörperte sie die Rolle von Erics tyrannischer Tante Stella, die dessen erstes Opfer wird. Für diese Rolle erhielt Brent 1980 den Saturn Award in der Kategorie „Beste Nebendarstellerin“.
Sie spielte seit den 1950er Jahren Episodenrollen und Gastrollen in zahlreichen US-amerikanischen Fernsehserien, unter anderem in Im Wilden Westen (1955), Highway Patrol (1957), Amos Burke (1964), Big Valley (1967), Polizeibericht (1967–1969), Lieber Onkel Bill (1968), Notruf California (1974), Der Chef (1974), Unsere kleine Farm (1974; 1980), Unter der Sonne Kaliforniens (1981), Agentin mit Herz (1984), California Clan (1985), Ein Engel auf Erden (1985–1987), Das Geheimnis von Twin Peaks (1990), Wer ist hier der Boss? (1991), California High School (1992), Roswell (2001; 2002), JAG – Im Auftrag der Ehre (2002), Scrubs – Die Anfänger (2006) und Community (2010).
In den 1950er und 1960er Jahren spielte Brent auch Theater. Sie ging unter anderem mit den Komödien The Impossible Years (mit George Gobel), The Fifth Season (1955, mit Gene Raymond) und The Marriage-Go-Round (mit Robert Cummings als Partner) auf Tournee, unter anderem in Kalifornien.

## Privates
Brent war insgesamt fünfmal verheiratet. Im Alter von 17 Jahren heiratete sie Captain Jack B. Lewis, einen Offizier der United States Air Force. Aus dieser Ehe stammt ihr Sohn James (Jack) Lewis. 1978 heiratete sie in fünfter Ehe den Schauspieler Michael Ashe, mit dem sie bis zu dessen Tod am 31. Juli 2008 verheiratet war; sie trat seit ihrer Heirat mit Ashe auch unter dem Namen Eve Brent Ashe auf. Brent starb kurz vor ihrem 82. Geburtstag im Pacifica Hospital of the Valley in Sun Valley, Kalifornien; als Todesursache wurden „natürliche Gründe“ genannt.

## Filmografie (Auswahl)
- 1955: Female Jungle
- 1955: Im Wilden Westen (Death Valley Days) (Fernsehserie, 1 Episode)
- 1955: Annie Oakley (Fernsehserie, 1 Episode)
- 1957: Der Sturmreiter (The Storm Rider)
- 1957: Journey to Freedom
- 1957: Highway Patrol (Fernsehserie, 1 Episode)
- 1957: Vierzig Gewehre (Forty Guns)
- 1957: Gun Girls
- 1958: Tarzan und die Jäger (Tarzan an the Trappers)
- 1958: Tarzans Kampf ums Leben (Tarzan’s Fight for Life)
- 1962: Preston & Preston (The Defenders) (Fernsehserie, 1 Episode)
- 1964: Amos Burke (Fernsehserie, 1 Episode)
- 1967: Big Valley (The Big Valley) (Fernsehserie, 1 Episode)
- 1967: Leitfaden für Seitensprünge (A Guide for the Married Man)
- 1967–1969: Polizeibericht (Dragnet) (Fernsehserie, 4 Episoden)
- 1968: Lieber Onkel Bill (Family Affair) (Fernsehserie, 1 Episode)
- 1968: Coogan’s großer Bluff (Coogan’s Bluff)
- 1969: Happy End für eine Ehe (The Happy Ending)
- 1970: Airport
- 1971: Der barfüßige Generaldirektor (The Barefoot Executive)
- 1974: Notruf California (Emergency!) (Fernsehserie, 1 Episode)
- 1974: Der Chef (Ironside) (Fernsehserie, 1 Episode)
- 1974; 1980: Unsere kleine Farm (Little House on the Prairie) (Fernsehserie, 2 Episoden)
- 1975: Die Sieben vom Holzfällercamp (Timber Tramps)
- 1977: Der weiße Büffel (The White Buffalo)
- 1980: Fade to Black – Die schönen Morde des Eric Binford (Fade Black)
- 1981: Unter der Sonne Kaliforniens (Knots Landing) (Fernsehserie, 1 Episode)
- 1983: Auf die Bäume, Ihr Affen (Going Berserk)
- 1984: Die Zeit verrinnt, die Navy ruft (Racing with the Moon)
- 1984: Agentin mit Herz (Scarecrow and Mrs. King) (Fernsehserie, 1 Episode)
- 1985: California Clan (Santa Barbara) (Fernsehserie, 1 Episode)
- 1985–1987: Ein Engel auf Erden (Highway to Heaven) (Fernsehserie, 3 Episoden)
- 1990: Das Geheimnis von Twin Peaks (Twin Peaks) (Fernsehserie, 1 Episode)
- 1992: California High School (Scarecrow and Mrs. King) (Fernsehserie, 1 Episode)
- 1999: The Green Mile
- 2001; 2002: Roswell (Fernsehserie, 2 Episoden)
- 2002: JAG – Im Auftrag der Ehre (JAG) (Fernsehserie, 1 Episode)
- 2004: Garfield – Der Film (Garfield: The Movie)
- 2006: Scrubs – Die Anfänger (Scrubs) (Fernsehserie, 1 Episode)
- 2008: Der seltsame Fall des Benjamin Button (The Curious Case of Benjamin Button)
- 2010: Community (Fernsehserie, 1 Episode)
- 2011: Ticket Out – Flucht ins Ungewisse (Ticket Out)
- 2011: Hit List